# 貪石綴殼螺
貪石綴殼螺（学名：Xenophora tenuis）为綴殼螺科綴殼螺屬下的一个种。